# Oliver Rudin
Oliver Rudin (* 3. März 1981 in Basel) ist ein Schweizer Musiker.

## Leben
Oliver Rudin, 1981 in Basel geboren, begann seine musikalische Laufbahn im Alter von vier Jahren. In der französischen TV-Sendung «École des fans» im Théatre de l’Empire in Paris sang er mit Mireille Mathieu. Im gleichen Jahr begann er, Violinenunterricht zu nehmen. Wenig später trat er der Knabenkantorei Basel bei, wo er als Chorist und Solist auf zahlreichen Konzertreisen und Bühnen auftrat, u. a. am Theater Basel als «Der Knabe» in der Oper Wozzeck neben Falk Struckmann (Wozzeck) und Emily Rawlins-Struckmann (Marie) (Regie: Christof Nel, Dirigent: Michael Boder) und Die Zauberflöte (Regie: Peter Stoltzenberg, Dirigent: Walter Weller), sowie in der Cathédrale de Lausanne in Webbers Requiem unter René Falquet und in Senfkorn (Klaus Huber) unter Arturo Tamayo. Als Violinist gewann er zusammen mit seiner Schwester und Pianistin Jennifer Rudin zahlreiche Nachwuchswettbewerbe. 
Mit 14 wurde er als Violin-Jungstudent an der Hochschule für Musik (Basel) aufgenommen. Danach studierte er Chorleitung und Schulmusik II und produzierte als Abschlussarbeit die Tinguely-Oper La machine rêve von Matthias Heep im Rahmen von «Les Muséiques» unter der künstlerischen Leitung von Gidon Kremer. Oliver Rudin studierte bei Rudolf Barshai, Alexander van Wijnkoop, Jost Meier, Raphael Immoos und Rudolf Lutz. Ausserdem besuchte er mehrere Sommermeisterkurse bei Edith Kraft an der Juilliard School in New York. Während mehrerer Studienjahre wurde er von der Schweizerischen Studienstiftung gefördert.
Im Herbst 2007 schloss er sein Nachdiplomstudium in Kulturmanagement an der Universität Basel mit einem Master of Advanced Studies ab.
1997 gründete er die Basler Band ohne Instrumente «The Glue». Als Sänger, Songwriter, Arrangeur und Bandmanager hatte er damit über 600 Bühnenauftritte im In- und Ausland und vielfache internationale Auszeichnungen. Rudin arbeitet seit 2000 als Musiklehrer am Gymnasium Kirschgarten und am Gymnasium am Münsterplatz in Basel und ist seit 2008 Praxislehrer an der Fachhochschule Nordwestschweiz. Seit 2006 dirigiert er den Gospelchor am Basler Münster. Im März 2008 gründete er mit ehemaligen Sängern der Knabenkantorei Basel die Männerstimmen Basel und war bis 2022 deren musikalischer Leiter. Mit dem Ensemble gewann er 2009 am Internationalen Chorfestival in Tallinn/Estland den Preis für den besten Männerchor. Des Weiteren ist er Mitglied des professionellen Chores der J. S. Bach-Stiftung unter Rudolf Lutz. Ausserdem dirigierte er den Frauenchor Voices. Im Sommer 2017 übernahm er die musikalische Leitung der Knabenkantorei Basel.

## Diskografie
Männerstimmen Basel
- tonträger no.1 (2010)
- tøngedrøhn – Eine Klang + Bildexpedition (DVD, 2011)
- tonträger no.2 (2013)

The Glue
- Laora L [ist] tot (1999, Demo)
- mundwerk (2001)
- Shy (2002, Single)
- maulwurf live (2003)
- Maulwurf live (2005, DVD)
- BOCA JUNIORS (2005)
- Kin’ de Lele (2009)
- La bouche qui rit (2014)